# Chuck Person’s Eccojams Vol. 1
Chuck Person’s Eccojams Vol. 1 — альбом электронного музыканта Даниила Лопатина (a.k.a. Oneohtrix Point Never), скрытого под псевдонимом Chuck Person. Альбом вышел ограниченным тиражом на кассетах в августе 2010 года. Альбому приписывают создание новаторского музыкального жанра и эстетического стиля, известного как vaporwave.

## Музыка
Музыка в альбоме состоит из того, что Лопатин называет echo jams: аудиоотрывки, которые, как правило, используют семпл из поп-песен 80-х или других жанров популярной музыки и сильно их замедляют в манере, напоминающей стиль chopped and screwed. Критик Саймон Рейнольдс охарактеризовал эти работы «как относящейся к культурной памяти и похороненном утопизме в капиталистических товарах, особенно тех, которые связаны с потребительскими технологиями в вычислительной, аудио- и видеоразвлекательной зоне».

## Варианты
Существуют две версии Chuck Person’s Eccojams Vol. 1: оригинальная компакт-кассета, в настоящее время считающаяся устаревшей из-за недостатков при записи, и другая с подзаголовком «Asterite Edition», которая представляет собой попытку сделать кассетную версию в высоком качестве.
Несколько треков из альбома были использованы в аудиовизуальном проекте Лопатина Memory Vague (2009). Треки A2, B4 и A4, названные «angel», «nobody here» и «demerol» соответственно, ранее были выпущены на YouTube-аккаунте Лопатина sunsetcorp. В своем интервью на reddit Лопатин подтвердил, что sunsetcorp является его YouTube-аккаунтом.